# باشگاه فوتبال فاینانس اند ریونو
باشگاه فوتبال فاینانس اند ریونو که در حال حاضر با نام مانتین لیون و قبلاً با نام رانگون کاستومز شناخته می‌شد، یک باشگاه فوتبال حرفه‌ای اهل برمه است که توسط وزارت دارایی و درآمد میانمار اداره می‌شود. این باشگاه موفق‌ترین باشگاه در تاریخ لیگ برتر فوتبال برمه است که اکنون منحل شده است. آنها در مجموع ۱۷ قهرمانی لیگ دسته اول برمه قبل از سال ۱۹۹۶ و ۹ قهرمانی لیگ برتر میانمار بین سال‌های ۱۹۹۶ تا ۲۰۰۸ را کسب کردند. این باشگاه سلطه خود را در آخرین دوره لیگ دسته اول فوتبال در سال ۲۰۰۹ با پیروزی در جام لیگ برتر میانمار در سال ۲۰۰۹ تکمیل کرد.
حضور طولانی مدت این تیم در لیگ برتر فوتبال برمه در آوریل ۲۰۰۹ به پایان رسید، زیرا اولین لیگ حرفه‌ای این کشور، یعنی لیگ ملی میانمار، هیچ باشگاه فوتبالی را که توسط وزارتخانه‌های دولتی اداره شود، شامل نمی‌شود. در آوریل ۲۰۰۹، این باشگاه ۱۷ بازیکن خود را با مبلغ انتقال ۹.۷ میلیون کیات (۹۷،۰۰۰ دلار آمریکا) به ام‌ان‌ال واگذار کرد.